# بيتر ر. هولم
بيتر ر. هولم (بالنرويجية البوكمول: Peter Røwde Holm)‏ هو شاعر نرويجي، ولد في 5 أبريل 1931.